# Konstantin Naumovič Voinov
Konstantin Naumovič Voinov (25 maggio 1918 – Mosca, 30 ottobre 1995) è stato un regista cinematografico sovietico.

## Filmografia parziale

### Regista
- Troe vyšli iz lesa (1958)
- Solnce svetit vsem (1959)
- Molodo-zeleno (1962)
- Ženit'ba Bal'zaminova (1964)
- Djadjuškin son (1966)
- Čudnyj charakter (1970)
- Dača (1973)
- Rudin (1977)